# Ministério das Relações Exteriores da China
O Ministério dos Negócios Estrangeiros da República Popular da China (chinês: 中华人民共和国外交部, pinyin: Zhōnghuá Rénmín Gònghéguó Wàijiāobù) é o ministério mais importante no Conselho de Estado da República Popular da China, sendo responsável por representa os interesses da República Popular da China em reuniões e conferências das Nações Unidas, reuniões intergovernamentais, e em todas as atividades de organizações internacionais. Também Aconselha o governo em termos de linhas orientadoras da política externa. O chefe do Ministério é o Ministro das Relações Exteriores, e sua base está no distrito Chaoyang, em Pequim.

## Organização
- Escritório Geral (办公厅)
- Departamento de Planejamento de Políticas (政策研究司)
- Departamento de Assuntos Asiáticos (亚洲司)
- Departamento de Assuntos do Oeste Asiático e Norte da África (西亚北非司)
- Departamento de Assuntos Africanos (非洲司)
- Departamento de Assuntos da Ásia Central-Europa (欧亚司)
- Departamento de Assuntos Europeus (欧洲司)
- Departamento de Assuntos da América do Norte e Oceania (北美大洋洲司)
- Departamento de Assuntos da América Latina (拉丁美洲司)
- Departamento de Conferências e Organizações Internacionais (国际司)
- Departamento de Controle de Armas (军控司)
- Departamento de Direito e Tratados (条约法律司)
- Departamento de Informação (新闻司)
- Departamento de Protocolo (礼宾司)
- Departamento de Assuntos Consulares (领事司)
- Departamento de Assuntos de Hong Kong, Macau e Taiwan (港澳台司)
- Departamento de Tradução e Interpretação (翻译室)
- Departamento de Gestão de Relações Exteriores(外事管理司)
- Departamento de Assuntos de Segurança Externa (涉外安全事务司)
- Departamento de Pessoal (干部司)
- Gabinete de Pessoal Aposentado (离退休干部局)
- Departamento Administrativo (行政司)
- Departamento de Finanças (财务司)
- Gabinete de Arquivos (档案馆)
- Departamento de Supervisão (监察局)
- Gabinete para Missões Diplomáticas Chinesas no Exterior (国外工作局)
- Departamento de Serviços para os Escritórios Nacionais e Ultramarinos do Ministério de Relações Exteriores (服务局)

### Livros
- Liu, Xiaohong (2001). Chinese Ambassadors: The Rise of Diplomatic Professionalism since 1949. Seattle, WA: University of Washington Press. ISBN 0295980281
- The Cultural Revolution in the Foreign Ministry of China: A True Story. Traduzido por Ma Jisen. Hong Kong, China; London, England: Chinese University Press ; Eurospan. 2004. ISBN 9629961490